# Шешонк I (жрець Птаха)
Шешонк I (*д/н — 895 до н. е.) — давньоєгипетський діяч, верховний жрець Птаха в Мемфісі.

## Життєпис
Походив з впливового жрецького роду Птахемхата, що тривалий час контролював жрецтво Птаха. Син Шедсу-Нефертума, верховного жерця Птаха. Його матір'ю була Тенсепех II або Мехтенуесхет II, що мали родинний зв'язок з фараоном Шешонком I. За різними версіями перша була онукою або сестрою, а друга — сестрою або донькою останнього. З огляду на це отримав ім'я фараона, яке до того не було характерним для роду Птахемхата.
Родинний зв'язок з правлячою династію дозволив Шешонку після смерті батька близько 920 року до н. е. отримати посаду верховного жерця Птаха. також фараони XXII династії ще не наважувалися протистояти впливовому мемфіському жрецтву. Зберігав вірність фараонові Осоркону I, що ймовірно був його стриєчним братом.
Помер близько 895 року до н. е. Поховано в некрополі мемфіського жрецтва. Йому спадкував на посаді верховного жерця Птаха син Осоркон.